# Orquestra Filarmônica Novo Japão
A Orquestra Filarmônica Novo Japão é uma orquestra baseada em Tóquio, Japão. A orquestra foi fundada em 1972 com Seiji Ozawa como maestro honorário laureado. Desde 2003 o diretor musical da orquestra é Christian Arming.